# Сан-Джорджо-делла-Рикинвельда
Сан-Джорджо-делла-Рикинвельда (итал. San Giorgio della Richinvelda) — коммуна в Италии, располагается в регионе Фриули-Венеция-Джулия, в провинции Порденоне.
Население составляет 4476 человек (2008 г.), плотность населения составляет 92 чел./км². Занимает площадь 47 км². Почтовый индекс — 33095. Телефонный код — 0427.
Покровителем коммуны почитается святой Георгий, празднование 23 апреля.

## Демография
Динамика населения:

## Администрация коммуны
- Официальный сайт: http://www.richinvelda.it/